# Musaranya de muntanya etiòpica
La musaranya de muntanya etiòpica (Crocidura thalia) és una espècie de mamífer eulipotifle de la família de les musaranyes (Soricidae) que viu a la República Democràtica del Congo i Etiòpia.